# Watermael-Boitsfort
Watermael-Boitsfort (neerlandès: Watermaal-Bosvoorde) és una de les 19 comunes de la Regió de Brussel·les-Capital.
Té 24.314 habitants (l'u de gener de 2005, segons l'INS) i ocupa una superfície de 12,9 km².
Limita amb les communes d'Ixelles, Brussel·les, Uccle i Auderghem,totes situades a la Regió de Brussel·les-Capital. També limita amb les comunes de Hoeilaart, d'Overijse i de Sint-Genesius-Rode situades a Flandes.

## Burgmestres de la vila
- 1811: François Vancampenhout
- 1825: Théodore Verhaegen
- 1842: E. A. de Cartier
- 1848: Englebert Frémineur fils
- 1858: Jean-Baptiste (dit Frédéric) Depage
- 1868: Jean-Baptiste Smets
- 1870: Édouard Olivier
- 1872: Léopold Wiener
- 1891: Lambert Vandevelde
- 1893: Théophile Van der Elst (en funcions)
- 1895: Émile Van Becelaere
- 1904: Jean-Henri Delleur
- 1921: Georges Benoidt
- 1946: Jules Messine
- 1959: Jacques-Henri Wiener
- 1976: Andrée Payfa-Fosseprez (primera alcaldessa femenina de la Regió de Brussel·les)
- 1994: Martine Payfa (filla de la precedent)